# Дипалладийпентаэрбий
Дипалладийпентаэрбий — бинарное неорганическое соединение, интерметаллид
палладия и эрбия
с формулой Er5Pd2,
кристаллы.

## Получение
- Сплавление стехиометрических количеств чистых веществ:

{\displaystyle {\mathsf {2Pd+5Er\ {\xrightarrow {940^{o}C}}\ Er_{5}Pd_{2}}}}

## Физические свойства
Дипалладийпентаэрбий образует кристаллы
тетрагональной сингонии,
пространственная группа P 41/a,
параметры ячейки a = 0,944 нм, c = 1,336 нм, Z = 8,
структура типа дипалладийпентадиспрозия Dy5Pd2
.
Есть данные о структуре
кубической сингонии,
пространственная группа F d3m,
параметры ячейки a = 1,3368 нм, Z = 16
.
Соединение конгруэнтно плавится при температуре 940°С .
При температуре 18 К в соединении происходит переход парамагнетик-антиферромагнетик, а при 9 К — переход в ферромагнитное состояние .